# Rolf Gaißmaier
Rolf Gaißmaier (* 24. Dezember 1942) ist ein ehemaliger deutscher Fußballspieler. 

## Karriere
Rolf Gaißmaier schaffte den Sprung aus der Jugend der Stuttgarter Kickers in die erste Mannschaft. Für diese spielte er Zweitligafußball in der II. Division und absolvierte dabei 10 Spiele.